# L'Inassouvie
Pour plus de détails, voir Fiche technique et Distribution.
L'Inassouvie (titre original : Un amore a Roma) est un film franco-germano-italien réalisé par Dino Risi et sorti en 1960.

## Synopsis
Marcello Cenni, jeune aristocrate romain, qui vient juste de rompre ses fiançailles avec Fulvia, fait la connaissance de l'actrice Anna Padoan et c'est le coup de foudre. Mais Anna doit bientôt quitter Rome pour se rendre à Capri où elle est engagée pour tourner un film et il est convenu que Marcello la rejoindra dès que possible. Il ne tarde pas à s'apercevoir qu'elle utilise ses charmes pour évoluer dans son milieu et décide de la quitter.

## Fiche technique
- Titre original : Un amore a Roma
- Titre français : L'Inassouvie
- Titre allemand : Liebesnächte in Rom
- Réalisation : Dino Risi
- Scénario : Dino Risi, Ennio Flaiano et Ercole Patti d'après son roman Un Amore a Roma (1956)
- Décors : Fortunato Frasca
- Costumes : Piero Tosi
- Photographie : Mario Montuori
- Cadrage : Franco Vitrotti
- Son : Eraldo Giordani
- Montage : Otello Colangeli
- Musique : Carlo Rustichelli
- Production : Mario Cecchi Gori
- Coproducteur : Artur Brauner
- Sociétés de production : Alfa Film GmbH (Allemagne), CEI Incom (Italie), Fair Film SPA (Italie), Laetitia Film (Italie), Cocinor (France), Les Films Marceau (France)
- Sociétés de distribution : Constantin Film, Audifilm (France)
- Pays d'origine :  Allemagne de l'Ouest,  France,  Italie
- Langue originale : italien
- Format : noir et blanc — 35 mm — 1.37:1 — monophonique
- Genre : drame romantique
- Durée : 109 minutes
- Dates de sortie :
  - Italie : 12 novembre 1960
  - France : 30 août 1961
- (fr) Mention CNC : tous publics (visa d'exploitation no 23848 délivré le 24 août 1961)

## Distribution
- Mylène Demongeot : Anna Padoan
- Peter Baldwin : Marcello Cenni
- Elsa Martinelli : Fulvia
- Vittorio De Sica : le réalisateur
- Jacques Sernas : Tony Meneghini
- Claudio Gora : Monsieur Curtatoni, l'ingénieur
- Maria Perschy : Eleonora Curtatoni
- Armando Romeo (it) : Nello D'Amore
- Umberto Orsini : Peppino Barlacchi
- Fanfulla : Moreno, l'acteur comique
- Maria Laura Rocca : Madame Curtatoni
- Enrico Glori (rôle indéterminé)

## Production

### Tournage
- Intérieurs : Cinecittà (Rome)
- Extérieurs : Capri, Rome et sa région[1]
- Mylène Demongeot[2] : « Folle de joie, je retourne à Rome tourner un film avec Dino Risi, metteur en scène que j'admire. Un Amore a Roma, intitulé stupidement en France L'Inassouvie. Mais ce tournage qui devrait me combler vire au cauchemar. Coste[Note 1] est omniprésent, critiquant tout. Dino Risi, homme gentil et courtois, n'ose pas le foutre hors du plateau, mais il est très énervé, je le sens bien, il essaie de m'en parler et, moi, je ne sais plus quoi faire. Je tente bien d'en parler à Coste, mais il ne m'écoute pas. Il est devenu ma Paula Strasberg à moi ! […] Par contre, Coste réussit une série de photos admirables. Je crois que c'est ce qu'il y aura de mieux dans le film... C'est bien dommage tout de même. J'aimerais bien le revoir, cet Amore a Roma. »

### Chanson
Uccidimi, composée et interprétée par Armando Romeo (it).